# もんじゅ
もんじゅは、日本の福井県敦賀市にある日本原子力研究開発機構の高速増殖炉（ナトリウム冷却高速炉）である。研究用原子炉との位置付けから、商業用原子炉と異なり、文部科学省の所管となる。
もんじゅは、MOX燃料（プルトニウム・ウラン混合酸化物）を使用し、消費した量以上の燃料を生み出すことのできる高速増殖炉の実用化のための原型炉であり、高速実験炉常陽でのデータを基に建設された、日本で2番目の高速増殖炉である。
もんじゅの目的は、高速増殖炉の原型炉として実用化・商用化に向けた技術開発に寄与すること、すなわち、その設計や建設・稼働の経験を通じて、高速増殖炉の発電性能および信頼性・安全性を実証することにあった。また、発生する中性子を利用した核変換技術などの研究の場としても期待されていた。
核燃料サイクルの計画の一環であり、新型転換炉ふげんと共に開発が進んでいた。日本国政府は、高速炉開発を「国家プロジェクト」と位置付けており、国際的にも高速炉を始めとした「第4世代原子炉」の研究開発において、主導的な役割を果たしているとされた。もんじゅは、その中心となる施設であった。
もんじゅは1995年に、冷却材の金属ナトリウム漏洩と、それによる火災事故を起こしたが、事故が一時隠蔽されたことから、大きな批判を浴びた。その後、運転再開のための本体工事が2007年に完了し、2010年5月6日に2年後の本格運転を目指して運転を再開した。しかし、2010年8月の炉内中継装置落下事故により、再び稼働ができなくなった。2012年に再稼働する予定であったが実現せず、2016年12月21日に廃炉が正式決定された。

## 名称の由来
「もんじゅ」の名は仏教の文殊菩薩に由来する。若狭湾に面する天橋立南側にある天橋山智恩寺の本尊から来ているといわれる。新型転換炉「ふげん」ともに「文殊、普賢の両菩薩は、知慧と慈悲を象徴する菩薩で、獅子と象に乗っている。それは巨獣の強大なパワーもこのように制御され、人類の幸福に役立つのでなければならない」と願いを込めて命名された。
「もんじゅ」の命名は、他の新型動力炉「常陽」「ふげん」とともに動力炉・核燃料開発事業団（動燃）の副理事長・清成迪（きよなり・すすむ）が発案したものであるが、その発案に当たっては、当時の仏教学界や国文学界の首脳とも相談したということが当時の広報室長・関根瑛應の証言で判明している。仏教学界では宮本正尊、国文学では土岐善麿の名前が挙げられている。
巷間でよく言われる曹洞宗の大本山永平寺の貫首（住職）が名付け親という話、清成に助言したというのは誤情報である。永平寺の機関誌『傘松』第630号（1996年3月）では、貫首命名説を訂正・謝罪しており、命名の時期が1970年（昭和45年）ということからも成り立たない。

## 設備・仕様
もんじゅは、日本原子力発電株式会社敦賀発電所と関西電力株式会社美浜発電所の2つの発電所と接続されている。

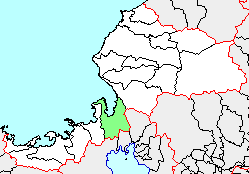
もんじゅは敦賀市（緑色部）北西部の敦賀半島に位置する

もんじゅの仕様は以下の通りである。また、研究炉を新たに設置することが計画されている。
- 燃料の種類: MOX燃料
- 燃料交換間隔: 約6か月
- 燃料交換方式: 単回転固定アーム方式
- 熱効率: 39%
- 冷却材: 金属ナトリウム
- 原子炉入口冷却材温度: 397℃
- 原子炉出口冷却材温度: 529℃
- 燃料集合体: 198本
- 燃料増殖比: 約120%（1.2）
- 制御棒本数: 19本
- 原子炉格納容器: 鋼製格納容器
- 建設費: 約5,900億円/約1兆810億円（当初予算/現在[いつ?]までの累計額）
- 製造メーカー: 日立製作所・東芝・三菱重工業・富士電機

|          | 原子炉形式                | 電気出力                 | 熱出力       | 運転開始  | 現況     |
| -------- | ------------------------- | ------------------------ | ------------ | --------- | -------- |
| もんじゅ | ループ型高速増殖炉（FBR） | 定格24.6万kW、最大28万kW | 定格71.4万kW | 1995年8月 | 廃炉決定 |
| 研究炉   | -                         | 発電しない               | 1万kW未満    | -         | 計画中   |

## 歴史
ここでは公式の表記との比較のため、元号も併記している。
- 1967年（昭和42年）10月2日：動力炉・核燃料開発事業団（動燃）設立
- 1968年（昭和43年）9月26日：高速増殖炉の実験炉「常陽」の次の段階として、原型炉の予備設計開始
- 1970年（昭和45年）4月：建設候補地に、福井県敦賀市白木を選定。立地自治体の敦賀市の了承、福井県の内諾。地質等調査開始
- 1975年（昭和50年）9月17日：原子力委員会によるチェックアンドレビュー開始
- 1976年（昭和51年）2月20日：福井県および敦賀市と安全協定を締結
- 1978年（昭和53年）：環境審査開始
- 1980年（昭和55年）
  - 安全審査開始
  - 4月1日：原子炉産業4社（東芝、日立製作所、富士電機システムズ、三菱重工業）が出資して高速炉エンジニアリングを資本金3億円で設立
- 1983年（昭和58年）1月25日：建設準備工事着手
- 1985年（昭和60年）：本体工事着工
- 1990年（平成2年）7月20日：動燃アトムプラザ開館
- 1991年（平成3年）
  - 3月22日：ナトリウム現地受入れ（国内輸送）開始
  - 5月18日：機器据付け完了式典・試運転開始
- 1992年（平成4年）12月：性能試験開始
- 1994年（平成6年）4月5日：10時01分臨界達成
- 1995年（平成7年）
  - 8月29日：発電開始
  - 12月8日：ナトリウム漏洩事故発生
- 1998年（平成10年）10月1日：動燃解体 - 核燃料サイクル開発機構発足
- 2005年（平成17年）
  - 3月3日：ナトリウム漏洩対策の準備工事を開始
  - 9月1日：ナトリウム漏洩対策の本体工事着手
  - 10月1日：独立行政法人日本原子力研究開発機構発足
- 2007年（平成19年）
  - 5月23日：本体工事終了
  - 8月31日：運転再開に向けての原子炉の確認試験開始
- 2008年（平成20年）
  - 5月15日：新燃料（初装荷燃料）の1回目の輸送
  - 7月18日：新燃料（初装荷燃料）の2回目の輸送
- 2010年（平成22年）
  - 5月6日：10時36分運転再開
  - 5月6日・7日：放射性ガスの検知器が誤作動
  - 5月8日：10時36分臨界確認。試験として約1時間後、19本の制御棒のうち2本を挿入し未臨界とした。
  - 8月26日：原子炉容器内に筒型の炉内中継装置（重さ3.3トン）が落下。長期の運転休止となる（炉内中継装置の引き抜きは2011年6月24日に完了）。
  - 12月28日：非常用ディーゼル発電機（発電出力：4250Kw）3台のうち1台（C号機）の故障が判明[18]
- 2011年（平成23年）
  - 3月23日：東京電力福島第一原子力発電所の事故を受け、福井県はもんじゅの安全性確保について、文部科学省に申し入れをした[19][20]。
  - 4月5日：福島第一原子力発電所の事故を受け、全電源喪失時対応訓練を実施した[21]（なお、4月26日の共同通信の報道[22]によると、4月現在の装備では、もんじゅを含めた多くの原子炉で電源車では十分な冷却が不可能とされた。日本原子力研究開発機構や各電力会社では、電源車の追加配備を計画している。（要出典）
  - 4月20日：経済産業省からの緊急安全対策の指示を受けて、日本原子力研究開発機構はもんじゅに電源車の配置、緊急時の使用済燃料貯蔵槽の冷却確保などの安全対策を施し、またすべての電源喪失を想定した訓練を行ったなどとする報告書を、経済産業大臣に提出した[23][注釈 1]。
- 2012年（平成24年）11月、保安規定に基づく機器の点検漏れが9679個あったと、原子力規制委員会が公表。
- 2013年（平成25年）
  - 2〜3月：原子力規制委員会の立ち入り・保安検査により、非常用発電機などの重要機器で13の点検漏れ、虚偽報告が発覚。
  - 5月29日：原子力規制委員会は日本原子力研究開発機構に対し、原子炉等規制法に基づき、再発防止に向けた安全管理体制の再構築ができるまで、もんじゅの無期限の運転禁止を命じた[24]。
- 2015年（平成27年）
  - 2月：運転禁止の命令解除に向けた報告書に誤りが見つかり、未点検機器の数が約400点増え6891点に増加した。日本原子力研究開発機構が改善を指示した21項目のうち、13項目の改善が未だに確認されていないとの検査結果を、原子力規制委員会が公表した。
  - 11月13日：原子力規制委員会は、日本原子力研究開発機構に運転を任せるのは不適当だとして、日本原子力研究開発機構に代わる運営主体を明示するよう文部科学大臣に勧告した[25][26]。
- 2016年（平成28年）
  - 日本国政府は、もんじゅ廃炉へ向けた最終調整に入り、9月20日には総理大臣官邸と福井県敦賀市など、立地自治体との間で意見交換をおこなった。2016年内に結論を出すとした。
    - 12月21日︰日本国政府は、日本原子力研究開発機構の高速増殖炉「もんじゅ」の廃炉を正式に決定した[7]。
    - 12月22日︰日本国政府は、実用炉に近い「高速実証炉」の開発に着手する方針を決めた。発電に使った以上の核燃料を生み出す「夢の原子炉」と言われたもんじゅは、国民の税金を1兆円も投じながら、稼働日数250日で運用終了した。しかし日本国政府は、使用済み核燃料を再利用する「核燃料サイクル事業」は継続する方針。

## 廃炉
2019年9月17日、もんじゅで、原子炉内の核燃料を取り出す作業が始まった。当初は7月の予定だったが、機器の不具合への対応などで延期していた。だが、準備が順調に進んだとして、予定を前倒ししてこの日の作業開始となった。2018年8月に始まった炉外の貯蔵槽の核燃料の取り出しと併せ、廃炉作業が本格化する。原子力規制委員会が認可した廃炉計画では、2022年度までに、原子炉の370体と貯蔵槽の160体の計530体の核燃料を取り出す予定だ。建物や設備の解体を含めた廃炉作業の完了は2047年度末の見込み。核燃料の処分方法や処分先は決まっていない。2018年８月に始まった貯蔵槽の核燃料をプールに移す作業は機器の不具合で相次いで中断した。2019年1月までに移すことができたのは、目標（100体）を下回る86体となっている。
2019年11月11日、もんじゅの原子炉からの核燃料の取り出し作業について、日本原子力研究開発機構は、年内に計画していた100体の取り出しを完了した、と発表した。今後、取り出しに使った機器の片付けなどを行う。原子炉からの燃料取り出しは原子炉にある燃料を、冷却材のナトリウムで満たした炉外の貯蔵槽に移す作業で、11日夜に100体目を運び終えたという。機器の片付けなどの後は、貯蔵槽にある核燃料を洗浄し、水の入ったプールに移す作業を進める。核燃料の取り出しは、約30年に及ぶもんじゅの廃炉作業の第1段階。原子力機構は2022年度までに、原子炉の370体と、貯蔵槽の160体の計530体をプールに移す計画をたて、2018年8月に貯蔵槽の燃料取り出しを開始。
2020年2月5日午前、もんじゅで、核燃料の取り出し作業が再開された。日本原子力研究開発機構によると、冷却材のナトリウムで満たした炉外燃料貯蔵槽にある燃料を洗浄し、水の入ったプールに移す作業で、6月までに130体を移す計画だ。核燃料の取り出しは、約30年にわたる廃炉作業の第1段階。原子力機構は、原子炉の370体と、貯蔵槽の160体の計530体を2022年度までにプールに移す計画をたてた。2018年8月～2019年1月に実施した同様の移送作業では、ナトリウムが機器に付着するなどして中断が相次ぎ、プールに移せたのは、目標を下回る86体にとどまった。2019年9～10月に原子炉の燃料100体を貯蔵槽に移した後、今回の作業の準備をしていた。
2020年9月2日、文部科学省は、もんじゅの敷地内に試験研究炉を新設する方針を固めた。長期化が見込まれる東京電力福島第一原発の廃炉作業に関わる人材育成や放射線の医療応用などを研究する。建設費は総額約500億円で、来年度予算の概算要求に一部を設計費として盛り込む。着工や完成時期は未定。
「もんじゅの敷地に計画されている試験研究炉の設置に向けた地質調査が報道陣に初めて公開された。候補地は敷地の山側にあり標高約130メートル。もんじゅを建設した際に資材置き場として使われていた場所で約7千平方メートルの広さという。12月にかけて、深さ約200メートルまでボーリング調査し、原子炉建屋の建設に適した地盤かどうかなどを調べる。現在、約140メートルまで掘削しているという。2021年1月には、今回の調査地点の南側約40メートルで掘削調査し、約24メートル掘ると岩盤になったという。日本原子力研究開発機構によると、花崗岩（かこうがん）で、小規模な破砕帯が分布したが、「構造物を建てるのに大きな支障となる地下の構造はなかった」としている。今後、他の地点で調査を続ける。来年度も、深さ200メートルの調査を4地点で実施予定という。
2022年6月28日、日本原子力研究開発機構は、もんじゅの廃止作業の「第2段階」を進めるための手続きである計画変更認可を原子力規制委員会に申請した。第2段階では、取り扱いが難しい冷却材のナトリウムの抜き出しが控えている。規制委は今後、機構の計画が妥当かどうかを審査する。
2022年10月14日、日本原子力研究開発機構は、もんじゅの原子炉などから核燃料を取り出す作業を終えたと発表した。廃炉の第1段階の主要作業だった核燃料530体の取り出しが終わった。原子力機構によると、13日夜、原子炉と隣接する炉外燃料貯蔵槽から核燃料124体を水の入ったプールに移す作業が終わった。
2023年2月3日、原子力規制委員会は、もんじゅの廃止措置計画について、冷却材の液体ナトリウムの国外搬出などを行う2023～2031年度の工程を認可した。機構によると、廃炉工程は4段階に分かれており、認可を受けたのは第2段階の部分。「解体準備期間」と位置づけ、2023～2031年度に実施する予定だ。
このほど、もんじゅの敷地内に計画されている試験研究炉について、文部科学省が、施設の運営方針案などを福井県に伝えた。1万キロワット未満の中出力炉で中性子を使った研究・開発を行う。地元の雇用や経済効果は不明だが、知的財産分野に限ると運転から20年後は年間90億円程度の経済効果があると同省は説明している。原子力の人材育成や中性子の利用技術の産業応用を目指す。
2023年5月8日、もんじゅの敷地に設置する新試験研究炉について、運営主体の日本原子力研究開発機構と福井大学、京都大学は、建設に向けた協力協定を結び、新炉の完成予想図を公表した。締結式は敦賀市内であり、西日本の原子力の研究開発、人材育成の中核拠点となる施設の完成を目指すことを確認した。機構によると、茨城県東海村の同機構の研究用原子炉「JRR3」と同じ構造だという。
2023年6月2日、もんじゅで、廃炉工程の第2段階の本格的な作業が始まる。工程は2047年度までの4段階。第1段階では原子炉と貯蔵庫にあった核燃料530体を水の入ったプールに移した。第2段階は、2031年度までの計画で、原子炉のしゃへい体の取り出しや、2026年度までにタービン発電機などを撤去する。2028～2031年度には、液体ナトリウムを英国に搬出する計画だ。

## もんじゅをめぐる訴訟

### 許可無効を求める裁判
もんじゅの原子炉設置許可について、周辺住民32人が国（経済産業大臣）による設置許可の認可を無効とすることを求めた行政訴訟（1985年提訴）が争われ、2003年1月27日には名古屋高等裁判所金沢支部がもんじゅの設置許可処分が無効であることを確認する判決を一度下した。その後の2005年5月30日、最高裁判所は「国の安全審査に見過ごせない過誤や欠落があったとは言えず、設置許可は違法ではない」との判決を下し、国の勝訴が確定した。
また、もんじゅの建設・運転の差止めを求めた民事訴訟も起こっていたが、2003年に原告が訴訟を取り下げた。

### もんじゅ西村裁判
1995年12月8日に発生した、もんじゅのナトリウム漏洩火災事故において、事故現場の様子を撮影したビデオテープの一部を隠したことが発覚し、マスコミに追及された。ビデオ隠しが判明した時期は1995年12月25日だったにもかかわらず、動燃が1996年1月12日に開いた隠蔽公表の記者会見では、会見直前の「1996年1月10日」と虚偽の発言を行った。
この会見の翌日の1996年1月13日、ビデオ隠しの特命内部調査員として、マスコミ報道の矢面に立たされていた動燃総務部次長の遺体が発見された。福井県警察が自殺と発表し、その後、マスコミの追及は尻すぼみとなっていった。
遺族は、自殺の原因は「動燃に嘘の記者会見を強要されたためである」として、損害賠償請求訴訟を起こしたが、2012年1月31日付けで敗訴が決定した。

## ナトリウム漏洩火災事故

高速増殖炉(FBR)の簡易模式図
もんじゅでは2次系ナトリウム配管の熱電温度計保護管（ウェル）が折損し漏洩事故が発生した

もんじゅの冷却材である金属ナトリウムは、200℃以上の高温で運用されており、空気中の酸素に触れるだけで自然に発火するため、取り扱いにあたっては非常に注意を要する。
1995年、二次冷却系で温度計の破損によって金属ナトリウムが640kg±42kg（推定）が漏洩し、火災となった。この事故は国際原子力事象評価尺度ではレベル1と判定されたものの、事故への対応の遅れや動力炉・核燃料開発事業団（当時）による事故隠しが問題となった。
この事故以来、もんじゅは運転休止状態が続き、2010年まで運転を停止していた。

### 事故の経緯
12月8日、もんじゅでは運転開始前の点検のための出力上昇の試験が行われた。
その後目標の熱出力43%を目指し、出力を徐々に上げていたところで事故が起きた。
- 19時47分：二次冷却系配管室で配管のナトリウム温度計がわずかに低下、その後200℃前後まで急低下した後に480℃まで復帰してすぐに「温度高」を示した。通常480℃のところ600℃の目盛りを振切っていて、実際何度になっているか判らなくなってしまった（なお、この温度検出器は熱電対であり、断線するとオーバーレンジとなってしまうため、ナトリウムが600℃以上になったわけではない）。
- 19時47分：火災報知器が2か所発報し、ナトリウム漏洩を知らせる警報が発報し、運転員は2次主冷却系配管室で「もやっている程度の煙」（ナトリウムエアロゾル）[49]を確認した。その後も火災警報の範囲は広がり、ついには階を超えて発報を始めた。
- 20時00分：火災警報機が14ヶ所発報した時点で、運転員らは異常時運転手順書「2次主冷却系のナトリウム漏洩」に従い原子炉の停止を決定、原子炉の出力を徐々に落とし始めた。

原子炉を急激に停止させる「緊急停止」は炉に負担をかけるため、炉を保護する為に緩やかな出力降下を目指した。その後、非常に大きなベル音が連続して鳴動するため、
運転操作の妨げになるとしてベルの停止操作を行った。そのため、別の火災報知器がさらに発報していることに気づくのが遅れた。
- 20時50分：運転員が現場で白煙の増加を確認。
- 21時20分：事故発生から1.5時間後、火災警報器が34か所発報にも及んだ時点で、事態を重く見た運転員らが手動で原子炉を緊急停止させた。充満した白煙と高温により、防護服を着用しても現場に立ち入ることは困難で、被害状況は全くつかめなかった。しかし、原子炉停止後も火災報知器の発報は続き、最終的には66か所に及んだ。
- 22時40分：二次冷却系Cループ配管内のナトリウムの抜き取り操作を開始した（9日0時15分終了）。
- 23時13分：二次冷却系Cループ配管室及び蒸気発生器室の換気空調系が停止。

翌日午前2時、事故現場に立ち入り状況を確認したところ、高融点の鋼鉄製の床が浸食され、さらにナトリウムが周囲にスプレー状に飛散していた。なお、漏洩した金属ナトリウムは二次冷却系のもので、放射能漏れは無かった。

### 事故後の対応
事故後の記者会見は、もんじゅのプレスセンターで行い、動燃は事故当時撮影した1分少々のビデオを公開した。しかし数日後、これがカット編集されたビデオであることが発覚し、マスメディアに指摘を受けた動燃は未公開部分を順次公開した。ビデオを公開しなかったことに関する報道により、一旦収束しつつあった事故に関する報道が再び増加し、問題を長期化させた。
その中で報道の矢面に立たされた動燃総務部次長が死亡し、死因は自殺とされた。

### 事故の原因
事故から1か月経った1996年1月8日未明、前夜から行われていた漏洩箇所のX線撮影により、ナトリウム漏洩の明確な原因が明らかになった。ナトリウムの温度を測定する熱電対温度計の収めてある「さや（ウェル）」は、ナトリウムの流れる配管の中に棒状に突出しており、直径3.2mmの温度計を保護する役割を果たしていた。X線写真によれば「さや」の先端は途中のくびれ部分から完全に折損しており、中の温度計は45度ほど折れ曲がった状態で管内にむき出しになっていた。日本原子力研究所が調べたところ、ナトリウムの継続的な流れにより「さや」に振動が発生、徐々に機械的強度が衰え、折損に至ったことがわかった。
さらに、火災報知器が広範囲で発報した理由として、ファン付きの換気ダクトによって白煙の拡大を招いていたからであったことが明らかになった。直径60cmのナトリウム管路の下方に、直径90cmの換気ダクトがある。事故当時、換気ダクトのファンは作動したままになっていた。原子炉停止後ナトリウムの抜き取り作業が進み、ナトリウムの液位が下がったことでようやく自動停止した。
また、管路周辺にスプレー状にナトリウムが飛散していた事も予測できない事態であった。高速増殖炉では金属ナトリウムは加圧されていないため、スプレー状に飛散するほどには勢いよく噴出しない。しかも、問題の配管は全て保温材で覆われており、仮に管内が多少加圧されていても、スプレー状の飛散には至らないはずである。調査の結果、換気ダクトのファンに付着したナトリウムが遠心力で周囲に飛散していたことがわかった。
事故発生直後、運転員はゆるやかな出力降下による原子炉停止を行っていたが、これは運転マニュアルに違反した対応だった。運転マニュアルには、火災警報が発報した場合は直ちに原子炉を「緊急停止」するように記載されていた。

### 停止後の経緯
- 2005年2月6日：福井県知事の西川一誠は、それまで留保していたもんじゅの改造工事を了承した[54]。西川は「これをもって運転再開を了承するものではない」としたが、もんじゅ反対派からは批判する声が上がった。
- 2005年9月27日：フランス共和国が、日本に対しもんじゅの共同利用を提案した。
- 2009年4月22日：運転再開を目指しているもんじゅでナトリウム漏れ検出器の取り付けミスなどのトラブルを多発していることに関して日本原子力研究開発機構は、経済産業省の原子力安全・保安院小委員会に報告書を提出した。
- 2010年2月10日、原子力発電所に反対する市民団体や住民運動団体が、日本原子力研究開発機構に対して「危険なもんじゅの運転再開はするな」、「万全な地震対策を」などを申し入れた。また、関西電力や日本原子力発電に対しても耐震対策の確立などを申し入れた。
- 2010年3月：2003年から2008年の5年間にわたり、日本原子力研究開発機構から業務を請け負う地元企業数社が、敦賀市長河瀬一治や、西川のパーティー券を累計で、河瀬から222万円、西川から130万円分、それぞれ購入していたことが発覚し、運転再開の判断を巡る公平性に疑問が投げかけられる状況となった。

### 運転再開
再開は4回ほど延期されたが、経済産業省、原子力安全・保安院、内閣府、原子力安全委員会が2010年3月に安全性を「妥当」と判断し、2010年4月28日に福井県知事も運転再開を了承。2010年5月6日、停止後から延べ14年5か月ぶりに運転を再開した。
5月8日には出力0.03%で核分裂反応が一定になる臨界に達する。
予定では、2011年度に出力40%に上げたのち、3段階で出力を引き上げる性能試験を3年間行うとされており、発電は2011年5月頃から開始し、本格運転に入るのは2013年4月になる見込みであった。
再開後も性能試験中に誤警報や故障などのトラブルが頻繁に起こっており、またトラブルは大小問わず迅速に公表するように念を押されていた。だが、再開初期には公表の遅れがあったり、2010年5月10日には操作方法を熟知していない運転員による操作ミスで制御棒の挿入が中断するといったトラブルも起こっている。相次ぐ機器のトラブルや一部工程での当初計画より時間がかかり過ぎることなどに対応するため、運転資格を持つ運転員の再教育や試験担当者の増員、「運転管理向上検討チーム」の設置が発表された。

## 原子炉内中継装置落下事故
2010年8月26日、炉内中継装置をつり上げ作業中に、落下させる事故が起きた。
日本原子力研究開発機構は、2010年10月1日「落下による影響はない」として装置の引き上げ作業を続行し、同年10月4日（直後に中断）と13日に、24回の引き抜き作業を試みるものの、いずれも失敗した。
炉内中継装置は、燃料を燃料交換時に仮置きする金属製の筒で、原子炉容器にふたをしている鋼製の遮蔽プラグの穴を通して出し入れする。直径46cm・長さ6mの2本の筒を8本のピンで縦につないだ構造で、全長12m、重さ3.3トン。下から約5メートルの部分に接合部があり、この接合部あたりで抜けなくなっていた。
また炉内はアルゴンガスや不透明なナトリウムに覆われており、変形部分を直接目視することができず、作業は難航した。その後、以下の推移を経て2011年に装置の引き抜きに成功した。
- 2010年11月16日、ファイバースコープ及びCCDカメラで2本の筒の接続部にギャップが発生し変形していることを確認した[56]。
- 2010年12月16日、復旧作業と性能試験工程を決定[57]。
- 2011年1月28日、落下した装置を引き抜くための追加工事や試験などの復旧作業に約9億4千万円の費用がかかることがわかった[58]。また、停止中も維持費に1日5500万円の費用がかかると報道された[59]。
- 2011年2月14日、装置を現場で担当する燃料環境課長が福井県敦賀市の山中で自殺し、遺体で発見された[60]。
- 2011年6月23日、20時50分より工事を契約した東芝が引き抜き作業を開始する。
- 2011年6月24日、引き抜きを完了した[61]。この引き抜き作業の準備のために原子炉容器の上に機器を新設したことを受けて、撤去にかかった費用は計約17億5000万円となっている[62]。
- 2011年7月7日、炉内中継装置の分解点検作業を開始する。
- 2011年7月12日、分解点検作業を終了した。分解点検の結果、炉内中継装置の全構成部品293点の回収を確認した[63]。ここで回転ラックの「駆動軸ジョイント」部（ユニバーサルジョイント側）の平行ピン1本が切断されており、他1本の平行ピンに約8mmのずれがあること、また回転ラック軸下端部のすり傷及び回転ラック軸受台下面の縁に摩耗痕があることを原子力研究開発機構は確認した[64]。原子力研究開発機構は破断面のレプリカを取得し、機器破片が原子炉容器内に残存していないか確認していくとしている[63]。
- 2012年3月9日、落下事故の報告書を日本原子力研究開発機構が経済産業省原子力安全・保安院に提出[65]。
- 2012年8月8日、中継装置の落下に係る復旧が完了[66]。

## 点検漏れ事件
2012年（平成24年）11月、日本原子力研究開発機構は、保安規定に基づく機器の点検漏れが9679個あったことを原子力規制委員会に報告した。
2013年（平成25年）2〜3月に原子力規制委員会が立ち入り・保安検査したところ、非常用発電機などの重要機器に関する更なる13の点検漏れが発覚した。これらを重くみた原子力規制委員会は、2013年5月13日、原子炉等規制法に基づき、日本原子力研究開発機構に対し、もんじゅの無期限の使用停止を命じる方針を固めた。同月17日には原子力研究開発機構理事長の鈴木篤之が引責辞任。同月30日には試験運転再開準備の停止が正式に命令された。2014年1月には、この点検漏れと指摘を受けて点検計画の内容を確認中だったにも拘らず、“見直し完了”を原子力機構が規制委員会に報告していたことが発覚した。
2015年（平成27年）3月23日、日本原子力研究開発機構は同年9月までの運転停止解除を目指して、文部科学大臣に対して「点検漏れを発生させない体制を再構築した」とする報告書を提出した。しかし3月2日から実施していた保安検査で、ナトリウムの流れる原子炉一次冷却系の配管に関する劣化状況の検査や、補助冷却系の配管肉厚検査に不備があったことが判明し、3月25日に公表された。これらの配管は、原子炉の安全上特に重要な「クラス1」に分類されている。

## 監視カメラ故障放置
2014年（平成26年）9月に原子力規制庁が立ち入り・保安検査をしたところ、ナトリウム漏洩火災事故に際して設置され、2007年に運用が開始されていた監視カメラ180基のうち50基余りが故障し、映像が映らない・左右に動かない等の状態にあることが判明した。ものによっては故障から1年半以上放置されていたものもあったが、原子力機構は「故障のことは知っていたが、カメラはすでに製造が終了していて交換できなかった」としている。

## MOX燃料の輸送
もんじゅを始めとした高速増殖炉に使用されるMOX燃料は、プルトニウムを含んでいる。もんじゅのMOX燃料は、茨城県那珂郡東海村にある日本原子力研究開発機構の東海研究開発センター核燃料サイクル工学研究所から出荷され、常磐自動車道・首都高速道路・東名高速道路・名神高速道路・北陸自動車道を経て、福井県敦賀市のもんじゅまで貨物自動車で輸送される。
この際テロリズムを警戒して、警備車両や警察車両が伴走するが、特別な交通規制はなく、一般の乗用車やトラックと共に高速で走行する。輸送容器(MONJU-F型)は、9mからの落下衝撃に耐え、800℃・30分の条件下に耐えうるものであるが、実際の高速道路での事故の衝撃やトンネル火災の温度は、それ以上になることが心配されている。
- 1992年度：5回 - MOX燃料集合体120体
- 1993年度：4回 - MOX燃料集合体85体
- 1995年度：2回 - MOX燃料集合体48体
- 2008年度：3回 - MOX燃料集合体38本（5月15日、16日：MOX燃料集合体 18体[75] / 7月17日、18日：MOX燃料集合体14体[76] / 12月16日：MOX燃料集合体 6体[77]）

## 批判
もんじゅに対する批判は、内閣府原子力委員会が1997年に設けた高速増殖炉懇談会の席上で、事務局の手による簡易な箇条書きではあるが、公開されている。この批判意見に関して懇談会で議論がなされたが、最終的な報告書では開発継続への反対意見が付記されたものの、従来の開発推進の方向性を肯定する結論となっている。

### 安全性
- 冷却材に通常の原子力発電所で使われる水の代わりに金属ナトリウムを使い、発電タービンは水蒸気作動であるため、2つの熱伝達部分をもっている。炉心の金属ナトリウムからタービン系統の水部分へは薄い蒸気発生器の壁を通じて熱伝達を行う。蒸気発生器の壁は薄いため、ピンホールが発生する可能性を完全には否定できず、ピンホールが発生してしまった場合、金属ナトリウムが蒸気発生器の水と化学反応を起こして爆発事故を起こす可能性がある。実際、イギリスで事故が起きている[82]。

### その他
- 一部メディアでは軍事転用可能を枕詞にしたもんじゅの紹介がなされている（普通の原子力発電所に用いられる軽水炉のプルトニウム燃料は240Puなどの239Pu以外の同位体の割合が高いために、原子爆弾の材料とするのは難しいが、高速増殖炉では239Puの比率が非常に高い、核兵器転用が可能なプルトニウムが生産される）。これまでに、239Pu同位体純度97.5%のプルトニウムを62kg生産している[83][84]。
- 物理学者の槌田敦は、もんじゅは軍事用プルトニウムを生産する目的で作られた軍事目的の原子炉であるとしている。槌田の主張によれば、もんじゅは建前ではウランの有効利用を謳っているが、高速増殖炉はプルトニウムを2倍にするのに理論上で90年かかる。また、使用済みの燃料に残るプルトニウムの90%は炉心にあるが、炉心のプルトニウムを完全に再処理する技術は世界になく、さらには高速増殖炉の燃焼の激しさから、さまざまな貴金属ができてしまい、それらがプルトニウムと混ざり合って硝酸に溶けないことから再処理は不可能で、90%のプルトニウムは廃棄しなければならないことから意味がないとしている。もんじゅの真の目的は、高速増殖炉を使うことで純度が高く（98%）再処理が簡単な軍事用のプルトニウムがブランケットにわずかにでもでき、これを軍事利用することで、背景として日本の核武装化を最も望んでいるのはアメリカ合衆国であり、対中華人民共和国戦略がその理由であるという。中華人民共和国は冷戦後、核戦略の対象をモスクワから南シナ海に移しており、万が一、南シナ海で事が起きた場合にアメリカが直接中国と衝突するのを避ける目的で、日本に核武装させる戦略を持っていると主張している[85]。

### 反論
- ナトリウムの安全確保は二重三重に図られている。まず、一次系の配管は、原子炉容器の出口よりもできるだけ高い位置にしてある上、位置が低くなる原子炉容器などは、保護容器内に設置されている。よって万一ナトリウムが配管から漏れても、炉心の冷却に必要なナトリウムは確保される。次に、一次系の部屋は窒素が封入されていて、ナトリウムが漏れても燃焼しないようになっている。また、ナトリウム漏出を検出する機器があるので、ナトリウムの流出はすぐに感知できる。さらに、主循環ポンプが止まってもナトリウムが自然循環して炉心を冷却できる仕組みになっている[86]。
- 研究段階での経済性を実用炉と比較することは一概にはできない。そもそも、もんじゅは経済性の研究のために作られた炉ではない[87]。

## その他
- 福井県と敦賀市は、再稼働など「もんじゅ」に関連する節目ごとに同意への見返りとして、日本国政府に対して地域振興策を求めてきた。これが「もんじゅカード」と呼ばれることもあり、北陸新幹線敦賀駅までの延伸が成果とされる[88]。
- 1994年5月24日、郵政省（当時）が「高速増殖原型炉『もんじゅ』臨界記念」の記念切手を発行している[89]。